# Bill LaRochelle
Bill LaRochelle (eigentlich William Donald LaRochelle; * 12. Juli 1926 in Windsor, Ontario; † 29. April 2011 in San Carlos, Kalifornien) war ein kanadischer Hürdenläufer und Sprinter.
1948 schied er bei den Olympischen Spielen in London über 400 m Hürden und in der 4-mal-400-Meter-Staffel im Vorlauf aus.
Bei den British Empire Games 1950 in Auckland scheiterte er über 440 Yards und über 440 Yards Hürden in der Vorrunde; mit der kanadischen 4-mal-440-Yards-Stafette kam er auf den fünften Platz.
1948 und 1949 wurde er Kanadischer Meister über 440 Yards Hürden. Seine persönliche Bestzeit in dieser Disziplin von 54,5 s stellte er 1948 auf.